# 森芳泉
森 芳泉（もり ほうせん、1933年7月19日 - 2008年4月20日）は、神奈川県横浜市（北海道小樽市生まれ）の書家。 本名は 佐藤 令子。毎日書道展審査会員　創玄展一科審査会員。日本大学高等学校・中学校元講師

## 来歴
- 昭和34年　文化勲章受章の書家金子鷗亭の門下に入り直弟子として師の薫陶を受ける。
- 昭和35年　横浜に「南書道研究会」を設立し主宰として弟子の育成に努める。後日社中展開催時に「彩雲書道会」と改名する。
- 昭和49年　日展入選。
- 昭和54年　日展入選。日本の書展　日本の女流書展　現代女流書展　神奈川代表書家展　日本の詩歌と書の世界展　に出展。
- 平成16年　日中女流書道家代表作品展北京展に出展
- 平成17年　現代日本の書キエフ展に出展
- 平成19年　第２回日中女流書道家代表作品展に出展